# ريال مدريد موسم 1990–91
كان موسم 1990–91 هو بالنسبه لنادي ريال مدريد الموسم التاسع والثمانين و الستين للنادي في الدوري الاسباني الممتاز.

## ملخص الموسم
في موسم الصيف طلب نادي ويلز جون توشاك عدة تغييرات، بما في ذلك انتقال اللاعب بيرند شوستر إلى منافسه المحلي أتلتيكو مدريد والمدافع أوسكار روجيري ، إلى جانب لاعب خط الوسط مارتن فاسكيز ، إلى نادي تورينو .    في نفس التوقيت رتب الرئيس رامون ميندوزا، بعد فشل محاولة الحصول على جون بارنز من ليفربول،  بتعزيز النادي بجورجي هاجي ، وبريدراغ سباسيتش (بعد أن رفض جورجي بوبيسكو عرضًا من ميندوزا)  وفيلارويا. وبعد سلسلة من الهزائم الي انتهت بنتيجه تراجع اداء الفريق الي المركز السادس، قام ميندوزا باقاله توشاك في 25 نوفمبر 1990 وعبن خلفا له اسطورة النادي ألفريدو دي ستيفانو كمدرب رئيسي جديد. انتزع الفريق كأس السوبر الإسباني بفوزه على نادي برشلونة لكن الوضع في الدوري تفاقم مع خسارة المباريات أمام أتلتيك بلباو وأوساسونا وأتلتيكو مدريد وبرشلونة.
خلال شهر فبراير، تعرض المهاجم هوغو سانشيز لإصابته الأولى،  وتم إقصاء الفريق في دور الـ16 من كأس ملك إسبانيا على يد أتلتيكو مدريد. ثم في مارس/آذار، ومع وجود خطر كبير بالفشل في التأهل للمسابقات الأوروبية العام المقبل، هزم الفريق أمام سبارتاك موسكو الروسي في ملعب سانتياغو برنابيو في ربع نهائي كأس أوروبا، مما حطم فرص ألفريدو دي ستيفانو في البقاء كمدرب واستقال بعد الخروج. بعد مباراة واحدة مع رامون جروسو كمدير مؤقت، عين النادي رادومير أنتيتش كمدرب رئيسي دائم جديد.